# Grand hôtel d'Argouges
Le grand hôtel d'Argouges, ou Maison de François Ier, hôtel Guérin du Fresne, hôtel de la Madeleine, est un hôtel particulier situé dans la commune française de Bayeux, dans le département du Calvados, en région Normandie.
La maison est partiellement inscrite aux monuments historiques.

## Localisation
L'hôtel d'Argouges est situé au no 4 rue Saint-Malo à Bayeux, dans le département français du Calvados.

## Historique
La famille d'Argouges construit cette demeure après à la fin de la guerre de Cent Ans dans la seconde moitié du XVe siècle. L'hôtel d’Argouges-Gratot, au nos 60-62 de la même rue, appartenait à la même famille.
Jacques d’Argouges, panetier du roi, y accueille François Ier et son fils, le futur Henri II en 1532.
Propriété de Jean Lecarpentier, ancien maire de Bayeux, les deux bâtiments de 700 m2 sont rachetés en 2007 par un groupe d'investisseurs, ASL, et restauré à partir de janvier 2011 par Jacky Bouzart et Marcel Huwart sous l'égide de l'architecte en chef des monuments historiques d'Orléans, Jacques Sill, pour en faire treize appartements.

## Description
Maison à colombages rouges et blancs sur rue, en pierre sur cour, sa façade comporte des statuettes dorées de saints protecteurs. Dans la cour, au revers de la maison, subsiste une belle tour d'escalier avec une porte gothique largement sculptée.

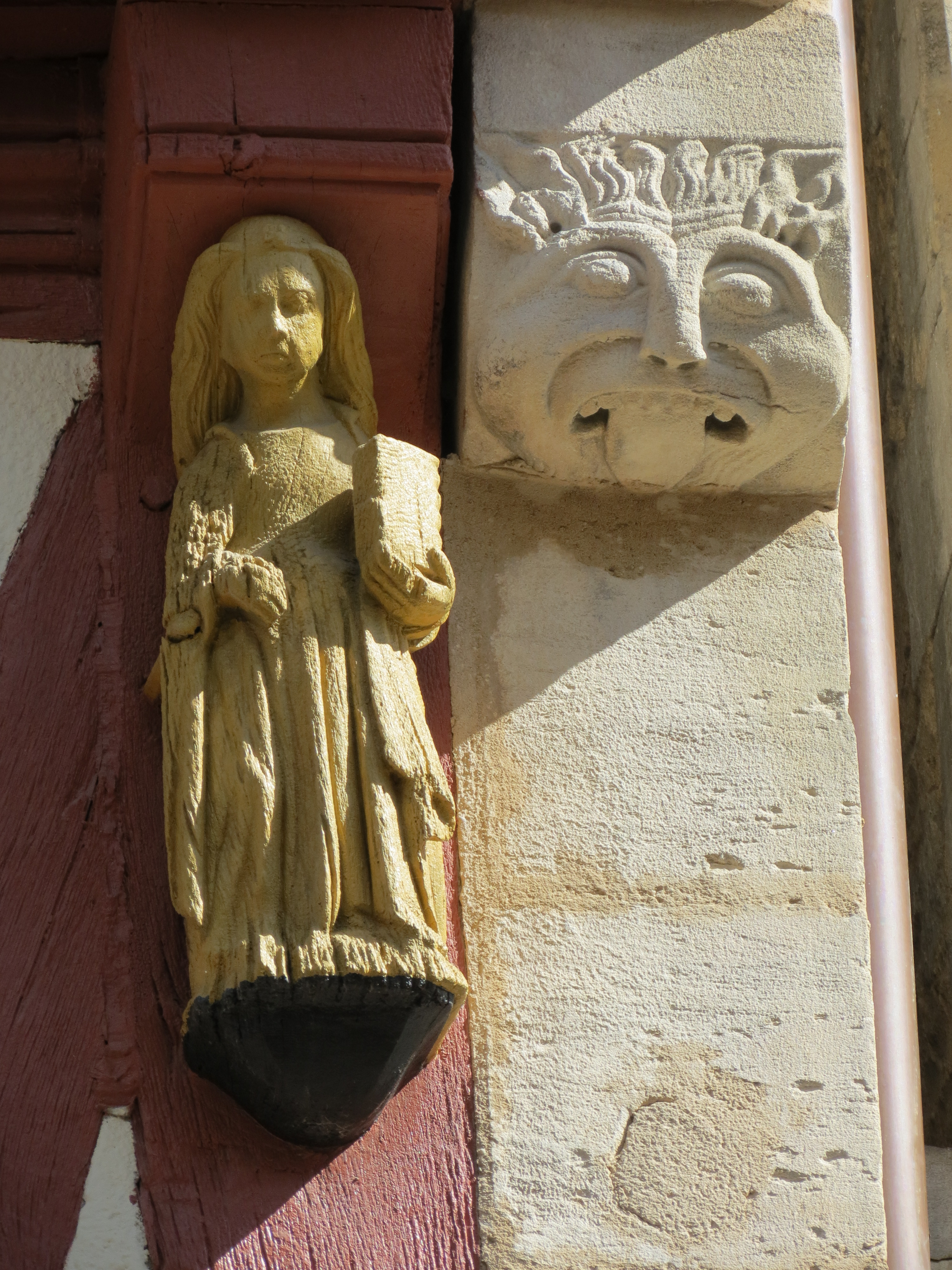
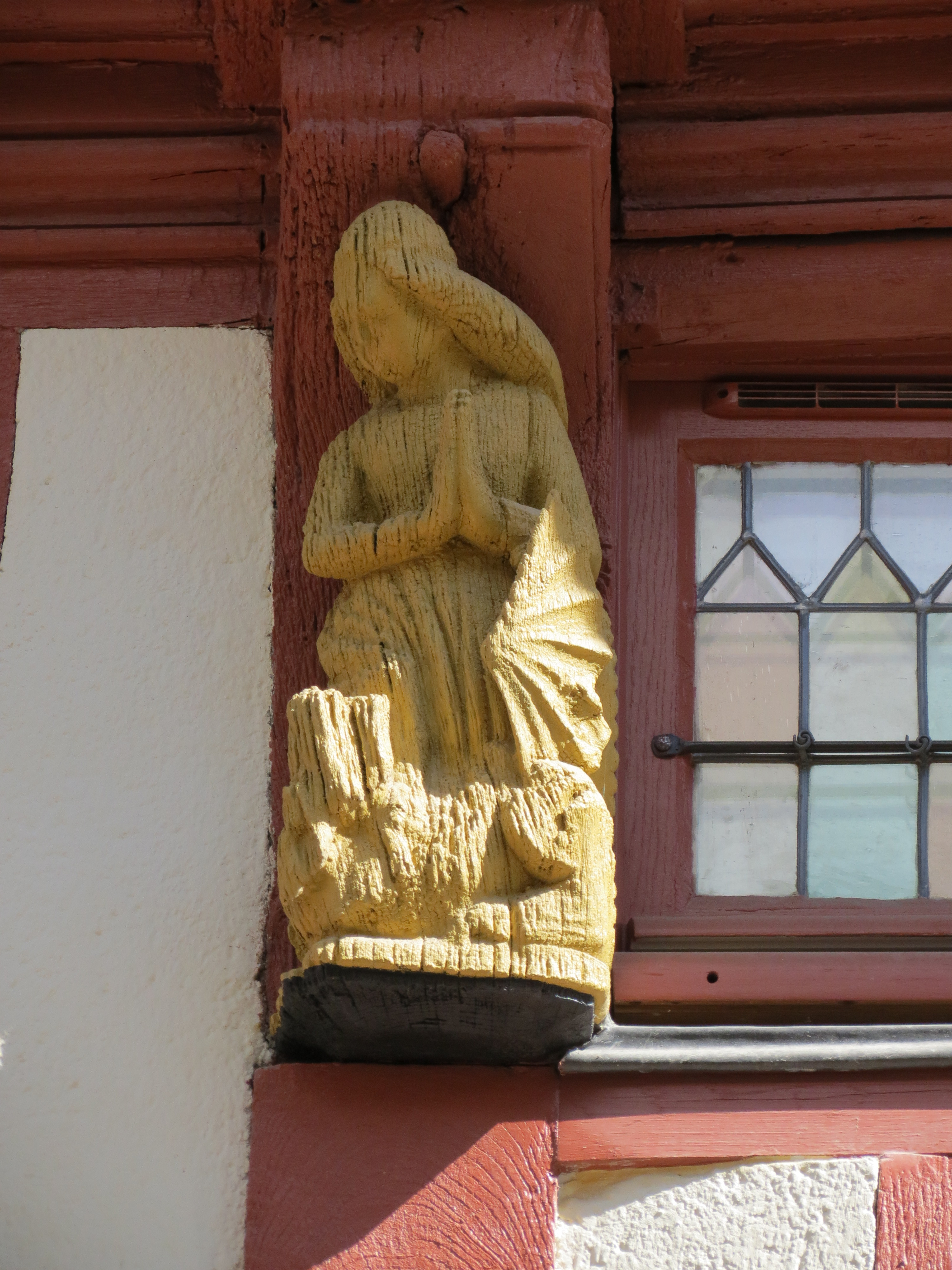
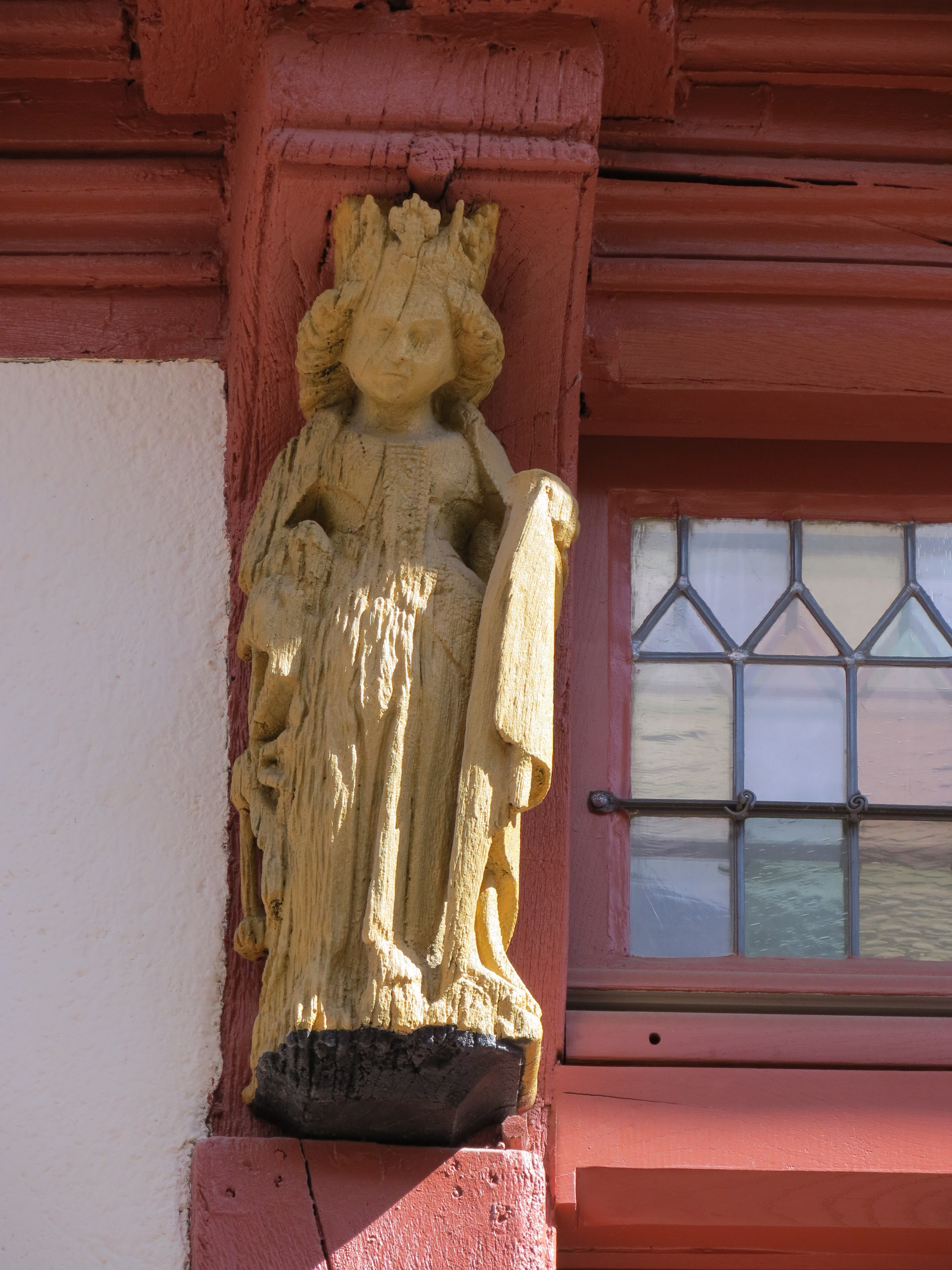
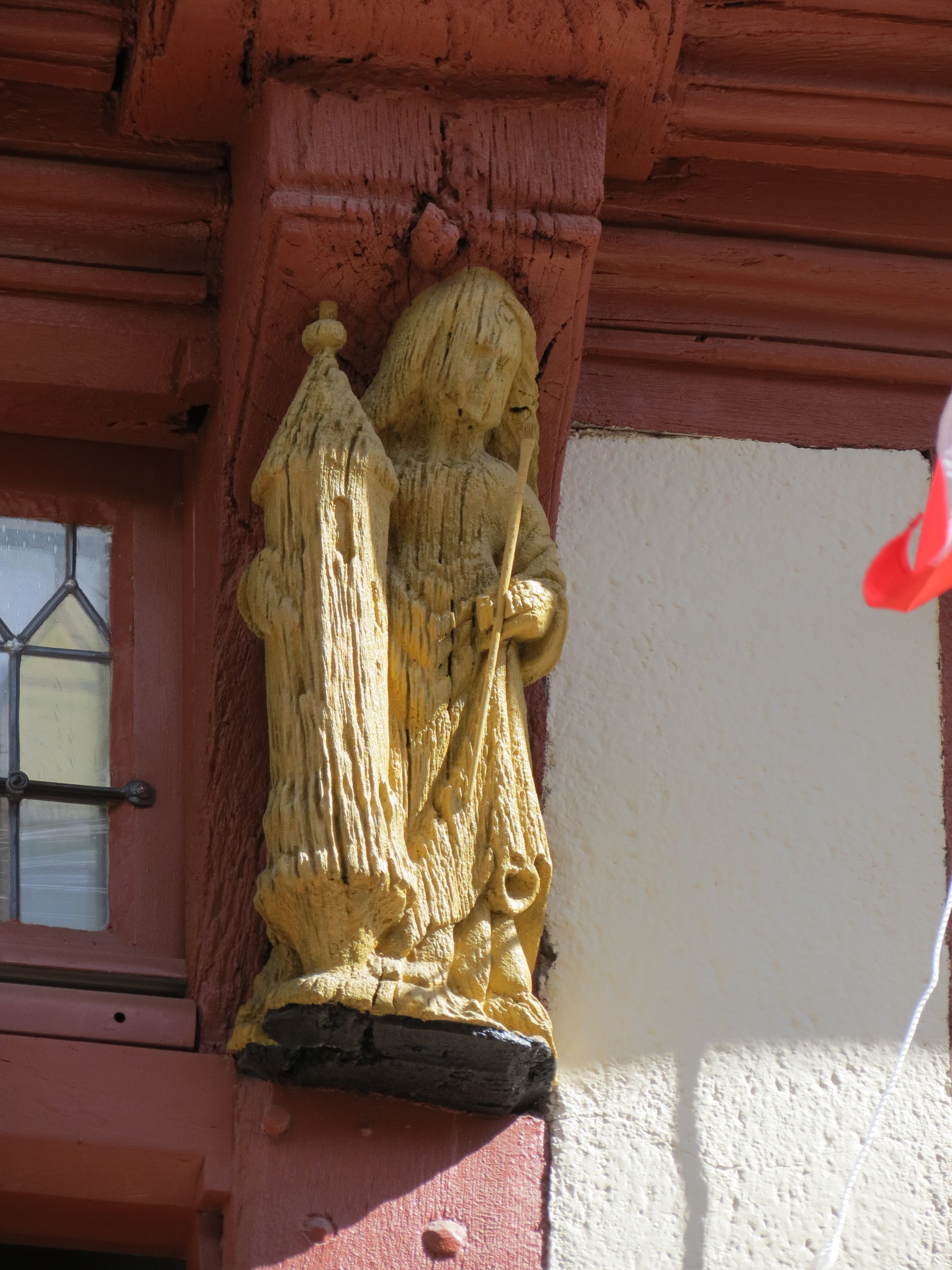
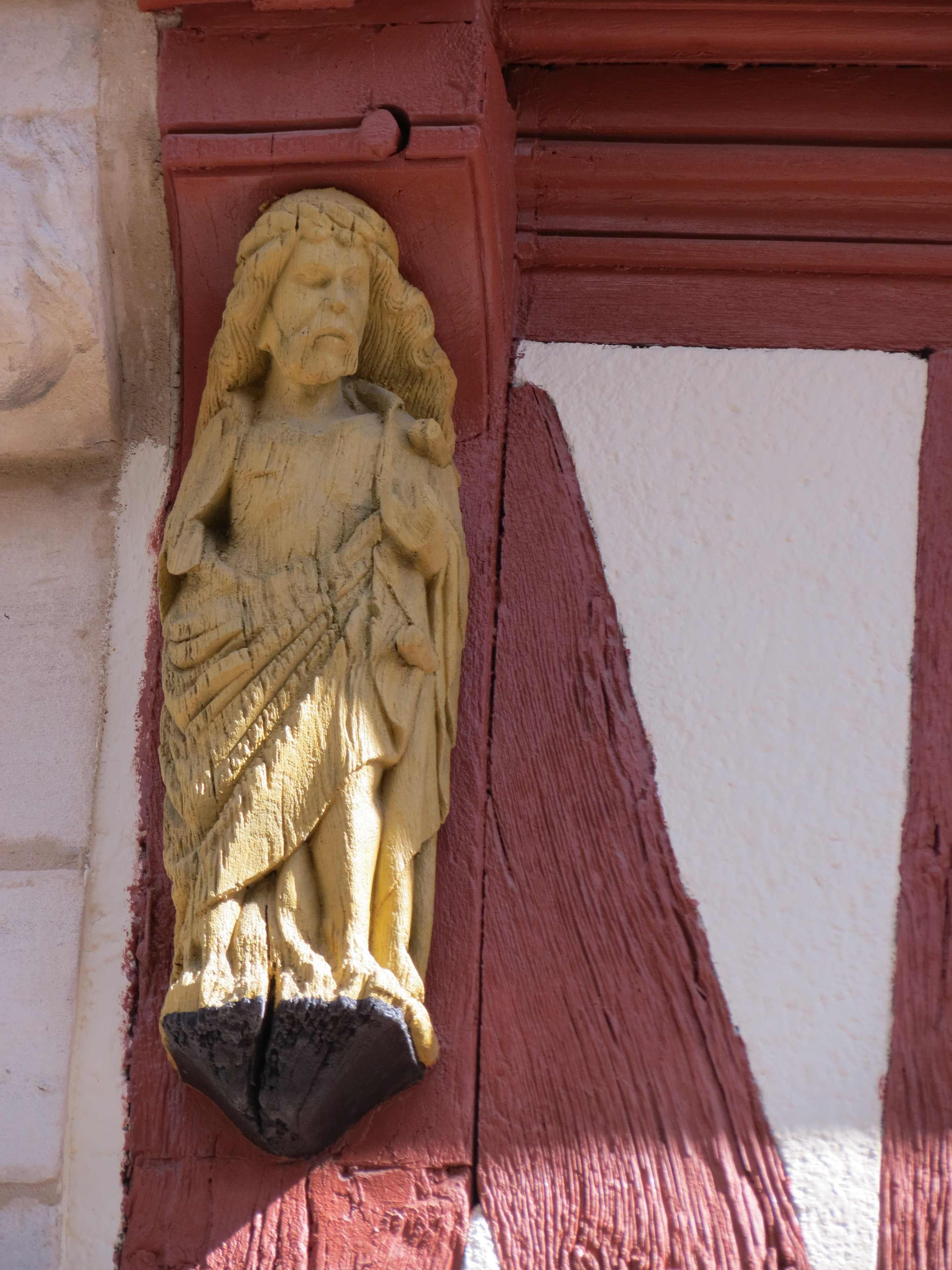
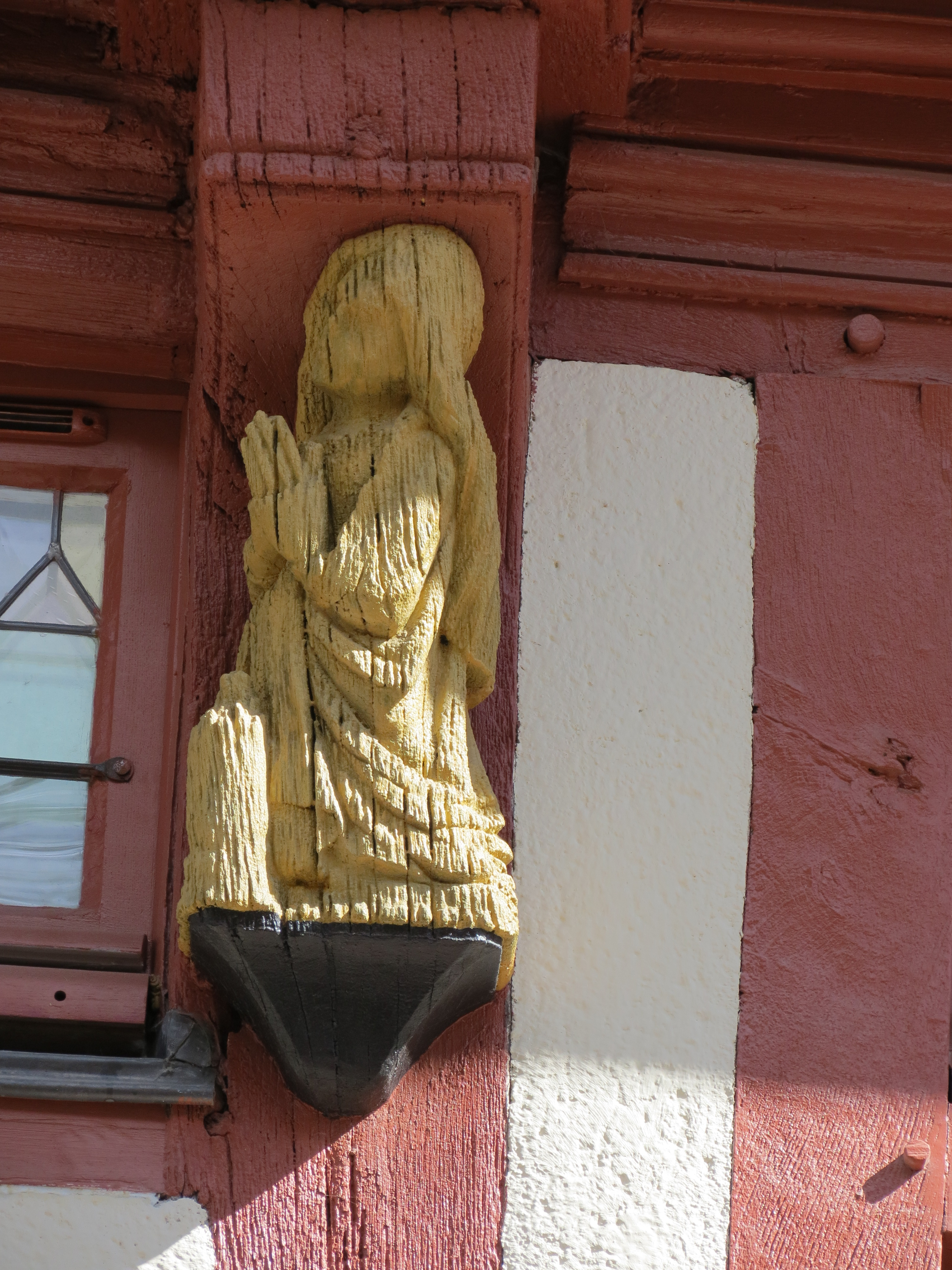
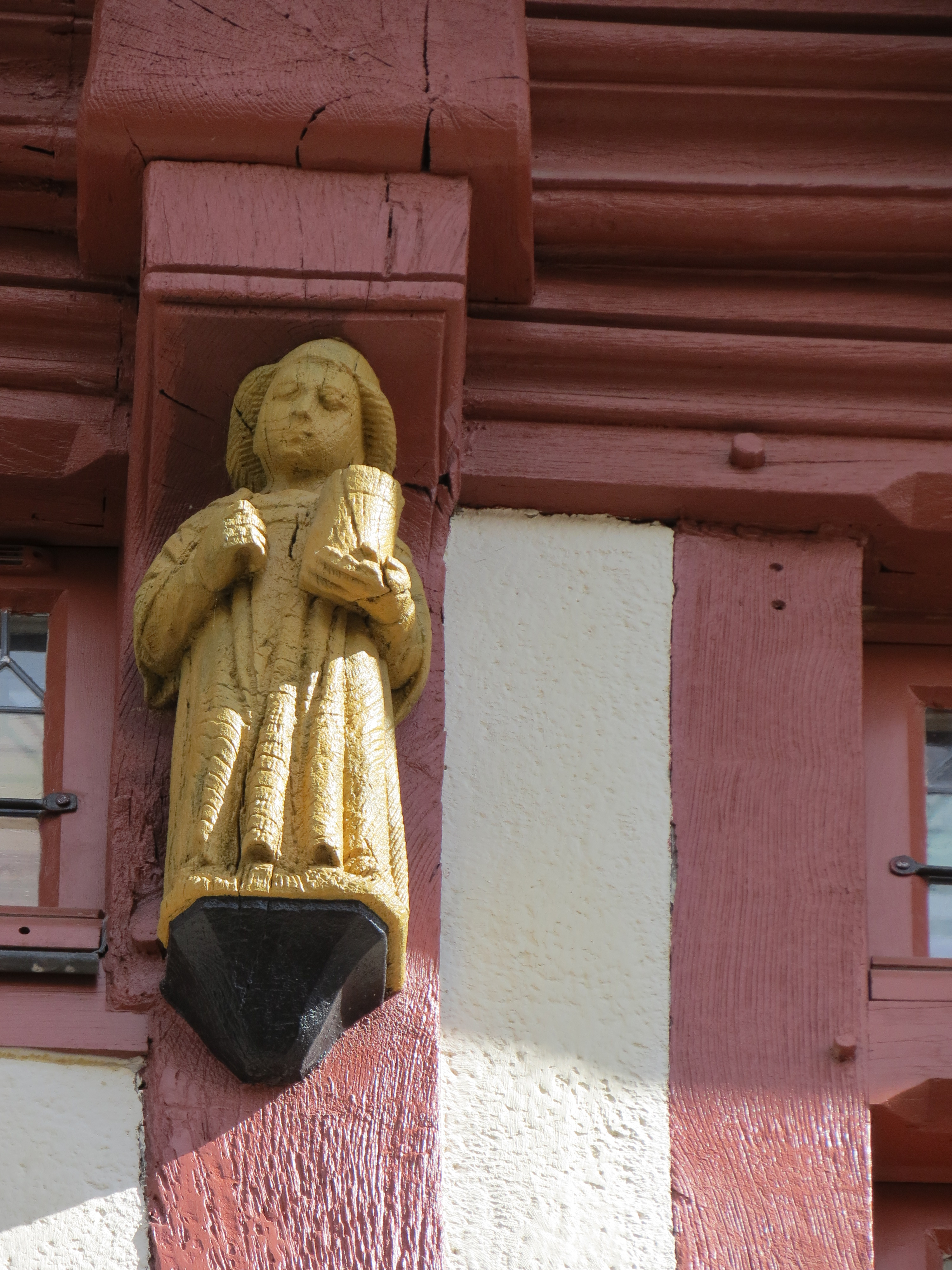
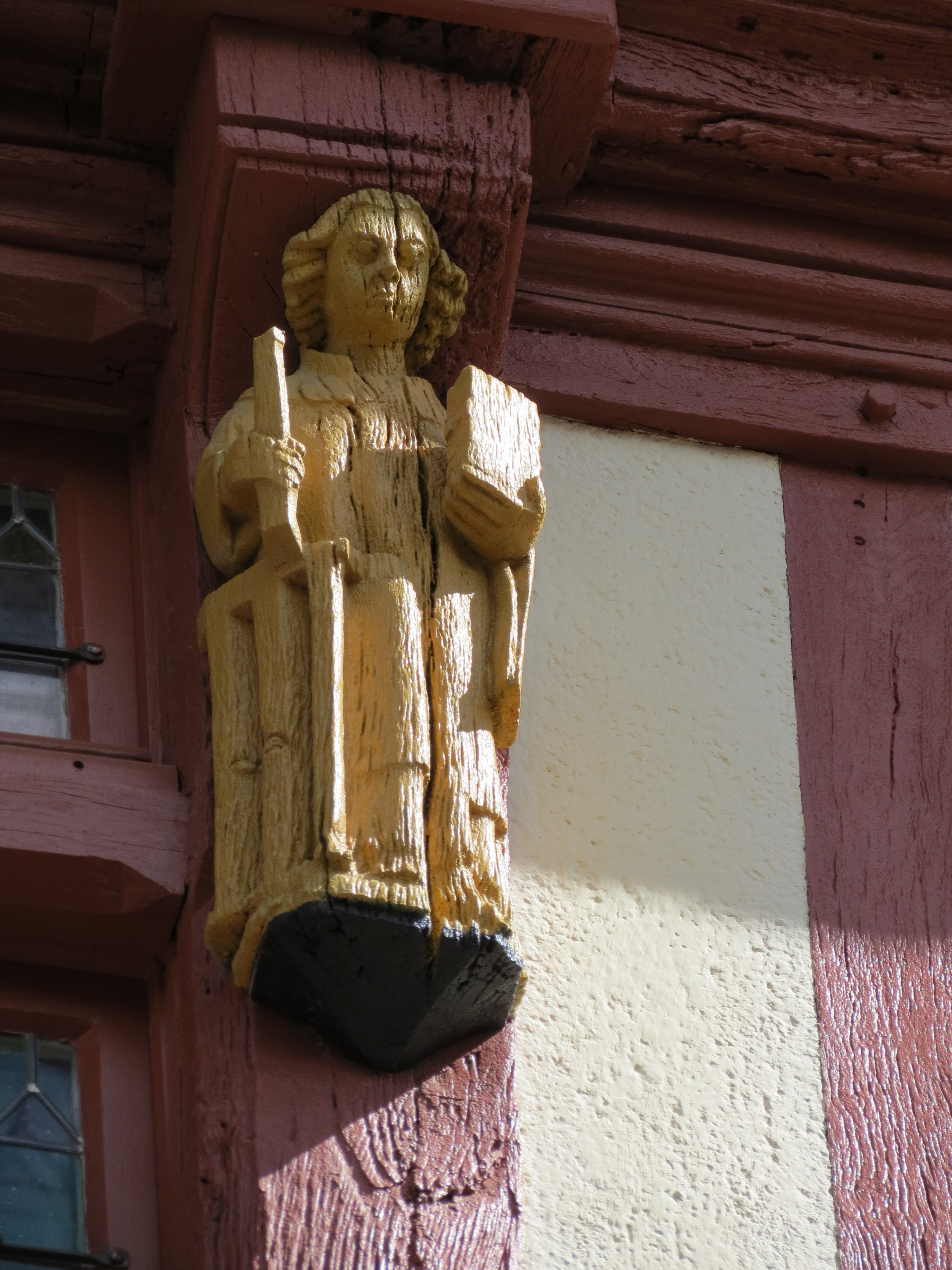

## Protection aux monuments historiques
Les façades sur rue et sur cour sont inscrites au titre des monuments historiques par arrêté du 15 juin 1927.